# 卡洛塔行动
卡洛塔行动（西班牙語：Operation Carlota），又称古巴对安哥拉的干预，发生于1975年11月5日—1991年。当时，古巴派遣战斗部队支持亲东方集团的安哥拉人民解放运动（安人运）对抗亲西方的争取安哥拉彻底独立全国联盟（安盟）和安哥拉民族解放阵线（安解阵）组成的联盟。这次干预发生在安哥拉独立战争结束，安哥拉从葡萄牙获得独立，安哥拉内战爆发后。安哥拉内战很快成为苏联主导的东方集团与美国主导的西方集团之间的代理人戰爭。南非和美国支持安盟和安解阵，而东方集团则支持安人运。
大约4000名古巴军人帮助安人运的部队安哥拉解放人民武装力量击退了南非国防军、安盟、安解阵和扎伊尔部队的三路进攻。后来，18000名古巴军人在击败北方的安解阵和南方的安盟方面发挥了关键作用。古巴部队还协助安人运镇压了争取卡宾达飞地解放阵线的分离主义者。到1976年，古巴在安哥拉的驻军增至近36000人。通过有效驱逐受到国际孤立的南非军队，古巴得以控制安哥拉的所有省会城市。在扎伊尔和南非撤出后，古巴部队仍驻扎在安哥拉，继续支持安人运政府对抗安盟的内战。南非在接下来的10年里，从西南非洲的基地对安哥拉南部发动轰炸和扫射袭击，而安盟则对古巴部队采取伏击和骚扰行动。
1988年，古巴部队（此时人数增至约55000）再次干预，以避免安哥拉解放人民武装力量在安盟的进攻中落败。当时安盟仍受到南非的支持，并发动奎托夸纳瓦莱战役，开辟第二战线。这一事态最终促成内战各方达成《1988年纽约协议》。根据该协议，古巴和南非军队撤出安哥拉，同时西南非洲从南非独立。1991年，古巴部队完全撤出安哥拉。而安哥拉内战则持续到2002年。古巴在安哥拉的伤亡人数约为1万人，包括阵亡、受伤或失踪者。